# 이언로
이언로(李彦魯, ? ~ 915년 음력 4월)는 오대 십국 시대 기나라의 군인이다. 당나라 말기 ~ 기나라 군벌 정난군(靜難軍, 본부는 지금의 섬서성 함양시에 두었다)절도사 이계휘(본명 양숭본)의 아들로, 아버지를 독살하고 잠시 정난군을 장악하였다.

## 행적
이언로가 언제 태어났는지는 알려진 바 없다. 천복 14년(914년) 12월, 그는 원인을 알 수 없는 이유로 아버지 이계휘를 독살하고 정난군을 접수하여 유후(留後)를 자칭하였다. 그는 50여일 동안 번진(藩鎭)의 사무를 주관하다가 이듬해인 천복 15년(915년) 4월, 이계휘의 양자인 양형제 이보형(李保衡)에게 죽임을 당했고, 이보형은 기나라의 적국 후량에게 항복하였다. 이로부터 기나라는 다시는 정난군을 되찾을 수 없었다.

### 내용주
1. ↑  그 이유에 대해서는 정사에 기록되지 않아, 원인은 알려진 바 없다.
2. ↑  《십국춘추》 권42의 유지준 열전 및  사마광의 《자치통감고이》에 인용된 전촉 ~ 후촉의 관료 이호가 지은 《촉서(蜀書)》의 유지준 열전에서는 이언강(李彦康)이라고 하였다.[7][8][4] 사마광은 이를 언급하면서 《구오대사》의 기록을 따라 이보형으로 표기하였다.[8][4]

### 참조주
1. 1 2 3  설거정 외, 《구오대사》, 권8 양서(梁書)8 말제(末帝)본기 上
2. 1 2 3 4  설거정 외, 《구오대사》, 권13 양서(梁書)13 열전 제3
3. 1 2 3  사마광, 《자치통감》, 권269 후량기(後梁紀)4
4. 1 2 3 4 5  호삼성, 《자치통감음주》, 권269 후량기(後梁紀)4
5. ↑  엄연, 《자치통감보》, 권269 후열국기(後列國紀)4 양 건화 4년(914, 갑술),  사보루(思補樓) 교정인쇄본 《자치통감보》(141), 57/99페이지
6. ↑  《백양판 자치통감 (66) 소분열》, 147쪽.
7. ↑  오임신(吳任臣), 《십국춘추》, 권42 전촉8 열전
8. 1 2  사마광, 《자치통감고이》 권29 후량기(後梁紀) 下 31페이지
9. ↑   《신오대사》, 권40 잡전(雜傳) 제28
10. ↑  엄연, 《자치통감보》, 권269 후열국기(後列國紀)4 양 건화 5년(915, 을해),  사보루(思補樓) 교정인쇄본 《자치통감보》(141), 60/99페이지
11. ↑  《백양판 자치통감 (66) 소분열》, 152쪽.

## 참고 문헌
- 백양(柏楊, 1920년 ~ 2008년), 《백양판 자치통감》
  - (대만) 백양 역 (1993년 4월). 〈소분열(小分裂)〉. 《현대어문판 자치통감》 [백양판 자치통감 (66) 소분열] (중국어) 66 1판. 북경: 중국우의출판공사(中國友誼出版公司). ISBN 7-5057-0470-2.

| 전임 이계휘 | 정난군(靜難軍)절도사 (권한대행) 914년 음력 12월 ~ 915년 음력 4월 | 후임 (권한대행) 이보형(李保衡) 곽언위 |